# USS Paulding (DD-22)
USS Paulding (DD-22) – amerykański niszczyciel, okręt główny typu Paulding będący w służbie United States Navy w czasie I wojny światowej. Po wojnie służył w United States Coast Guard jako CG-17. Nazwa okrętu pochodziła od kontradmirała Hirama A. Pauldinga USN (1797–1878).
Stępkę okrętu położono 24 lipca 1909 w stoczni Bath Iron Works. Zwodowano go 12 kwietnia 1910, matką chrzestną była Emma Paulding. Jednostka weszła do służby 29 września 1910, pierwszym dowódcą został Lieutenant Commander Yates Stirling, Jr.
Okręt został przydzielony do Flotylli Torpedowej Atlantyku (ang. Atlantic Torpedo Fleet) i operował głównie z portów wschodniego wybrzeża USA. Taką służbę pełnił do czasu wejścia Stanów Zjednoczonych do I wojny światowej. W kwietniu 1917 okręt patrolował wybrzeże Nowej Anglii, w maju został przygotowany do służby zamorskiej. 21 maja niszczyciel wyszedł w drogę do Wielkiej Brytanii i dotarł do Queenstown w Irlandii. Jego głównym zadaniem było eskortowanie konwojów płynących z USA do Wielkiej Brytanii i Francji przed niemieckimi okrętami podwodnymi. „Paulding” wrócił do Stanów Zjednoczonych po podpisaniu rozejmu.
Niszczyciel został wycofany ze służby w sierpniu 1919 i pozostawał we Flocie Rezerwowej. Od 28 kwietnia 1924 do 18 października 1930 był wypożyczony Straży Przybrzeżnej  i służył w patrolach rumowych. Stacjonował wtedy w Bostonie.
Niszczyciel został wysłany by znaleźć „CG-238” w czasie huraganu w lutym 1927 w pobliżu Cape Cod. 75 stopowa jednostka już się rozpadła, a "Paulding" spędził dwa dni sztormując. Stracił sporo wyposażenia pokładowego i jeden z czterech kominów. 17 grudnia 1927 w wypadku staranował i zatopił okręt podwodny „S-4”, gdy ten wynurzał się. „S-4” zatonął wraz z całą załogą. Sąd uznał Straż Przybrzeżną za niewinną.
Do marynarki wrócił 18 października 1930. Został ponownie przydzielony do Floty Rezerwowej i stanął na kotwicy przy League Island. Został skreślony z listy okrętów floty 28 czerwca 1934 i sprzedany na złom zgodnie z ustaleniami londyńskiego traktatu morskiego.